# Sågtäkten
Sågtäkten är en småort i Harmångers socken i Nordanstigs kommun, Gävleborgs län.